# Jofikator
Jofikátor (rusko ёфика́тор,  ё + latinsko -fico ← facio — »delam«) je računalniški program (črkovalnik) ali (modularna) razširitev urejevalnika besedil, ki obnovi cirilično črko Ё (jo, Е s preglasom) v ruskih besedilih na mestih kjer se je drugače velikokrat namesto nje rabila črka Е (je). Večina ruskih časopisov in založnikov rabi Е v vseh vsebinah, pri čemer privzemajo, da izobraženi bralec lahko razločuje katera črka je v besedilu mišljena. Takšna praksa povzroča veliko število enakopisnic (ne pa tudi enakoglasnic). Te probleme razločuje jofikator.
Poblem izbire med črkama Е in Ё v črkovanju je lahko precej zapleten in zahteva globoko analizo vsebine. Zato jofikatorji, ki bi bili sposobni v celoti reševati ta problem samodejno, še ne obstajajo.
Obstoječi jofikatorji se zanašajo na posebno tvorjene podatkovne baze ruskih besed, ki vsebujejo črko Ё. Tako zamenjujejo črko Е s črko Ё v nedvomnih primerih (»nepopolna« ali »hitra jofikacija«) ali pa interaktivno prepuščajo izbor uporabniku pri dvoumnih primerih. Na primer izbira med besedama »все« — »vsakdo« in »всё« — »vse«. Pri jofikatorju za urejevalnik besedil GNU Emacs se rabi kombinirana strategija..
Izraz »jofikator« se rabi tudi za označitev osebe, ki zamenjuje E v Ё (jofikacija), ali v širšem pomenu besede podpornika rabe črke Ё.. Obratni proces jofikacije se imenuje dejofikacija.